# Lophiophora villicosta
Lophiophora villicosta är en fjärilsart som beskrevs av George Francis Hampson 1926. Lophiophora villicosta ingår i släktet Lophiophora och familjen nattflyn. Inga underarter finns listade i Catalogue of Life.